# Bouzincourt Communal Cemetery Extension
Le Bouzincourt Communal Cemetery Extension  est un cimetière militaire de la Première Guerre mondiale situé  sur le territoire de la commune de Bouzincourt, dans le département de la Somme, à l'est d'Amiens.

## Localisation
Ce cimetière est situé au nord-ouest du village, rue Jérôme, au fond du cimetière communal.

## Histoire

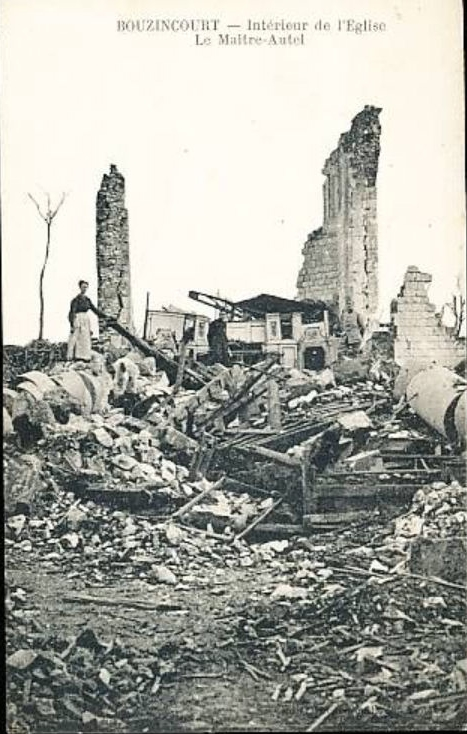
Les ruines de l'église en 1919.

En 1916, le village de Bouzincourt, situé loin de la ligne de front, est utilisé  par des ambulances de campagne pour soigner les blessés rapatriés des zones de combat. C'est à cette date qu'est commencé le premier cimetière situé dans le cimetière communal, pour inhumer les soldats morts des suites de leurs blessures. L'extension du cimetière est ensuite utilisée jusqu'en 1917.
De fin mars à septembre 1918, lors de l'offensive du Printemps de l'armée allemande, de nombreuses victimes des combats y sont inhumées.
L'extension contient désormais 322 sépultures et commémorations du Commonwealth de la Première Guerre mondiale dont 108 ne sont pas identifiées. Il y a également 2 tombes de soldats allemands.
L'extension a été conçue par l'architecte britannique Reginald Blomfield.

## Caractéristiques
Ce vaste cimetière, au plan quasi rectangulaire de 45 m sur 40, est entouré d'une mur de moellons sur trois côtés et d'une haie d'arbustes pour la séparation avec le cimetière communal.
L'extension est conçue par l'architecte britannique Reginald Blomfield.

## Sépultures
| Pays             | Sépultures |
| ---------------- | ---------- |
| Royaume-Uni      | 604        |
| Australie        | 8          |
| Canada           | 7          |
| Nouvelle-Zélande | 1          |
| Afrique du Sud   | 2          |
| Allemagne        | 2          |
| Total            | 624        |

## Galerie

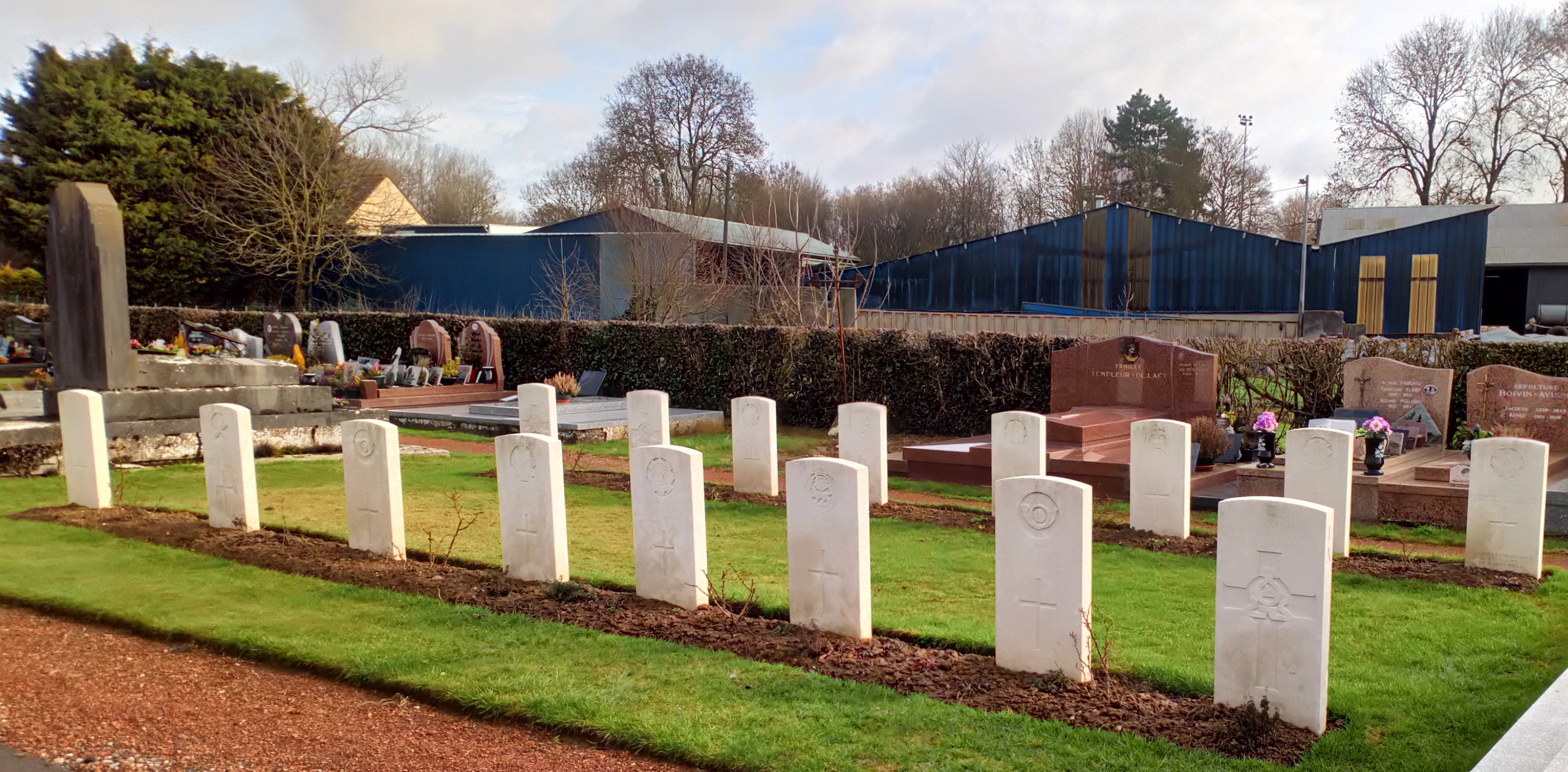
Carré militaire britannique à l'intérieur du cimetière communal.
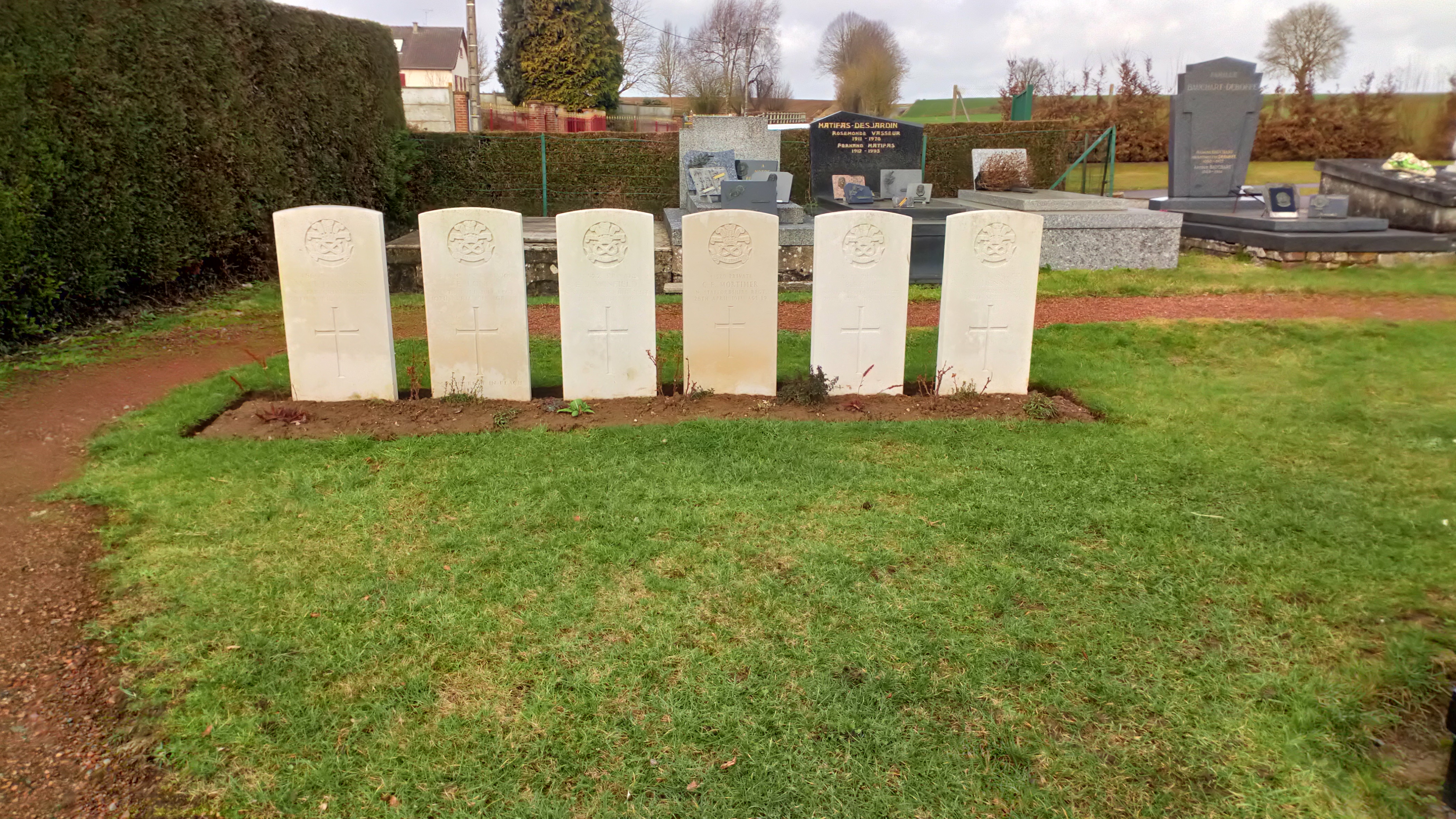
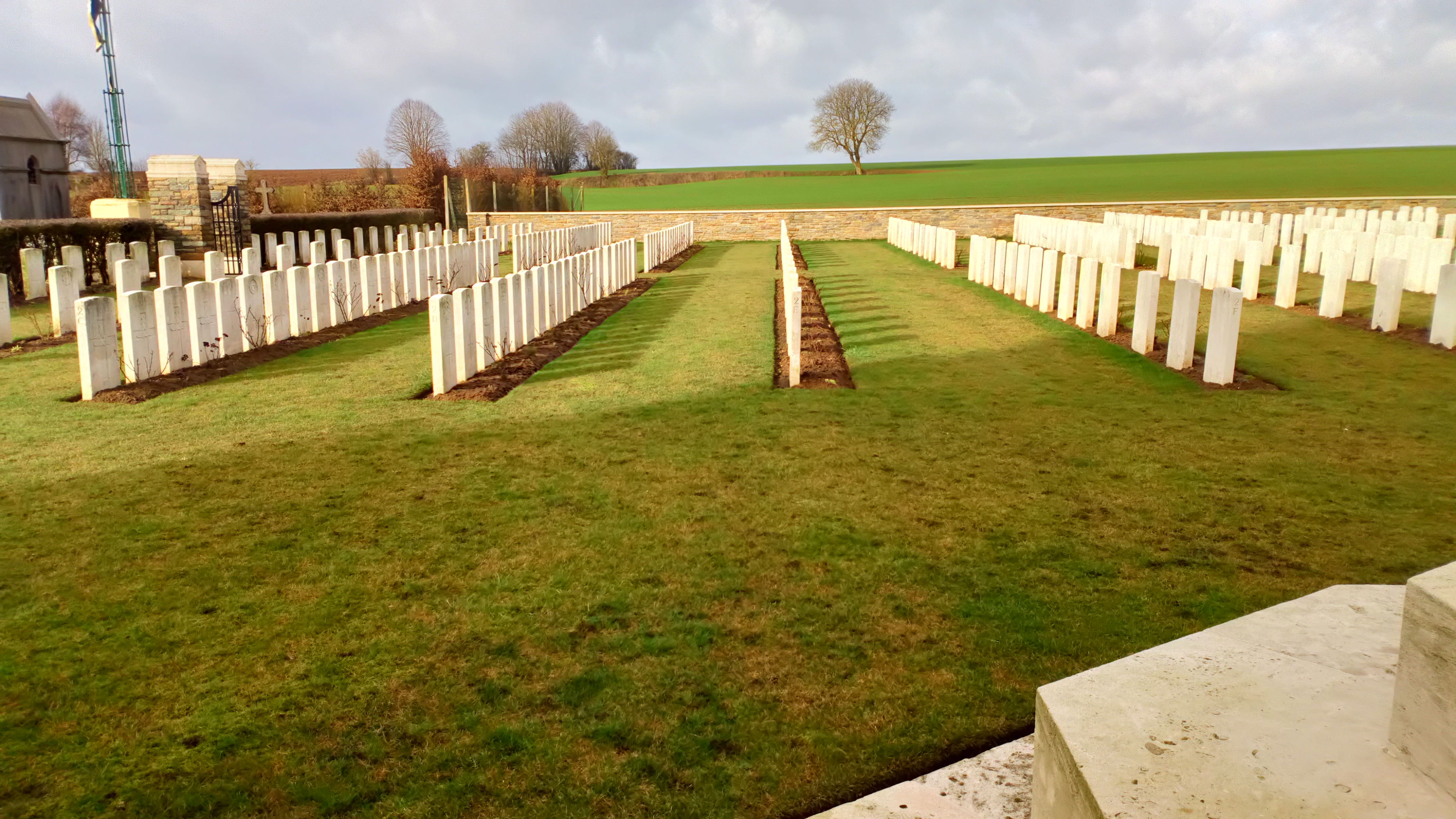
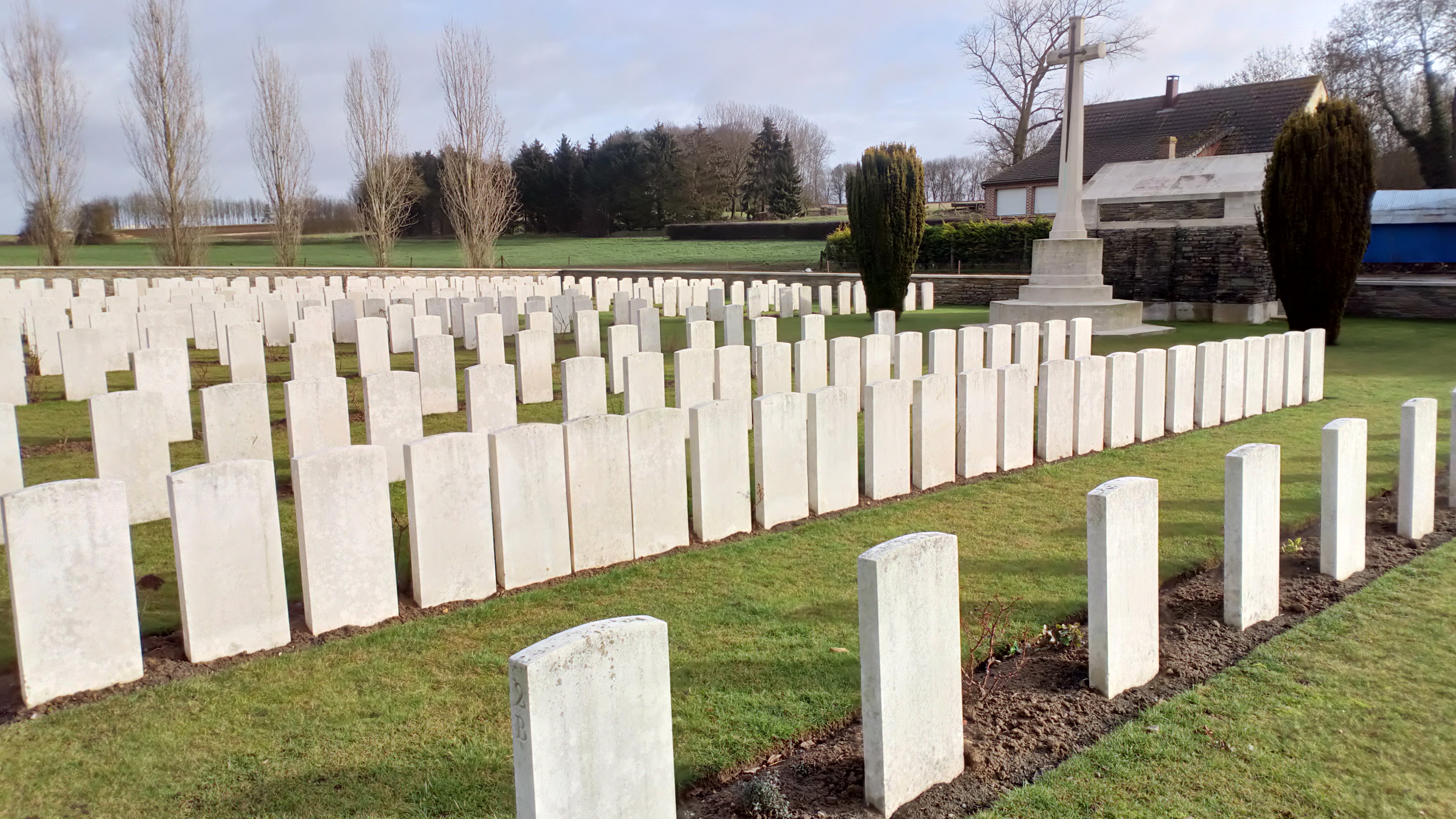
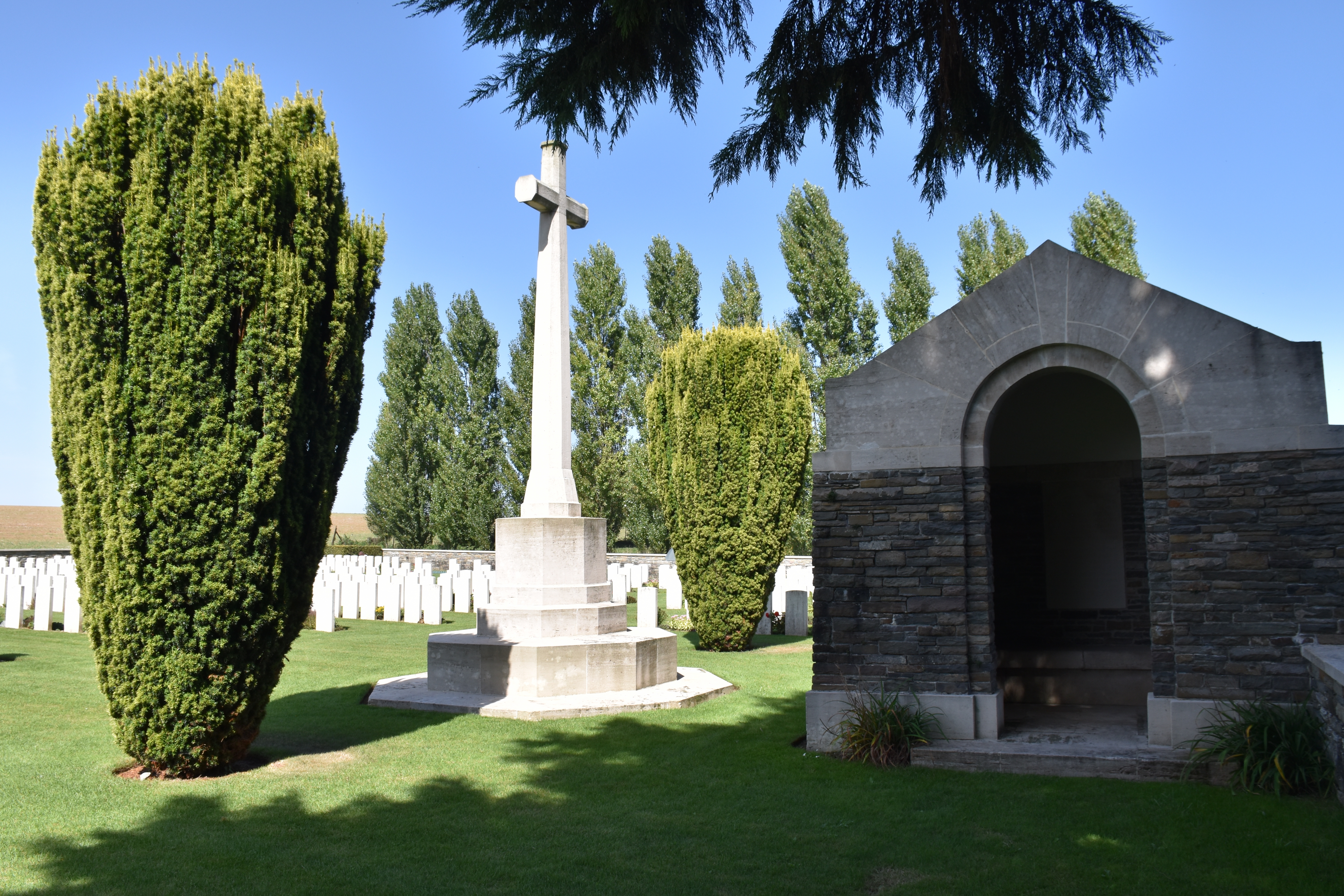
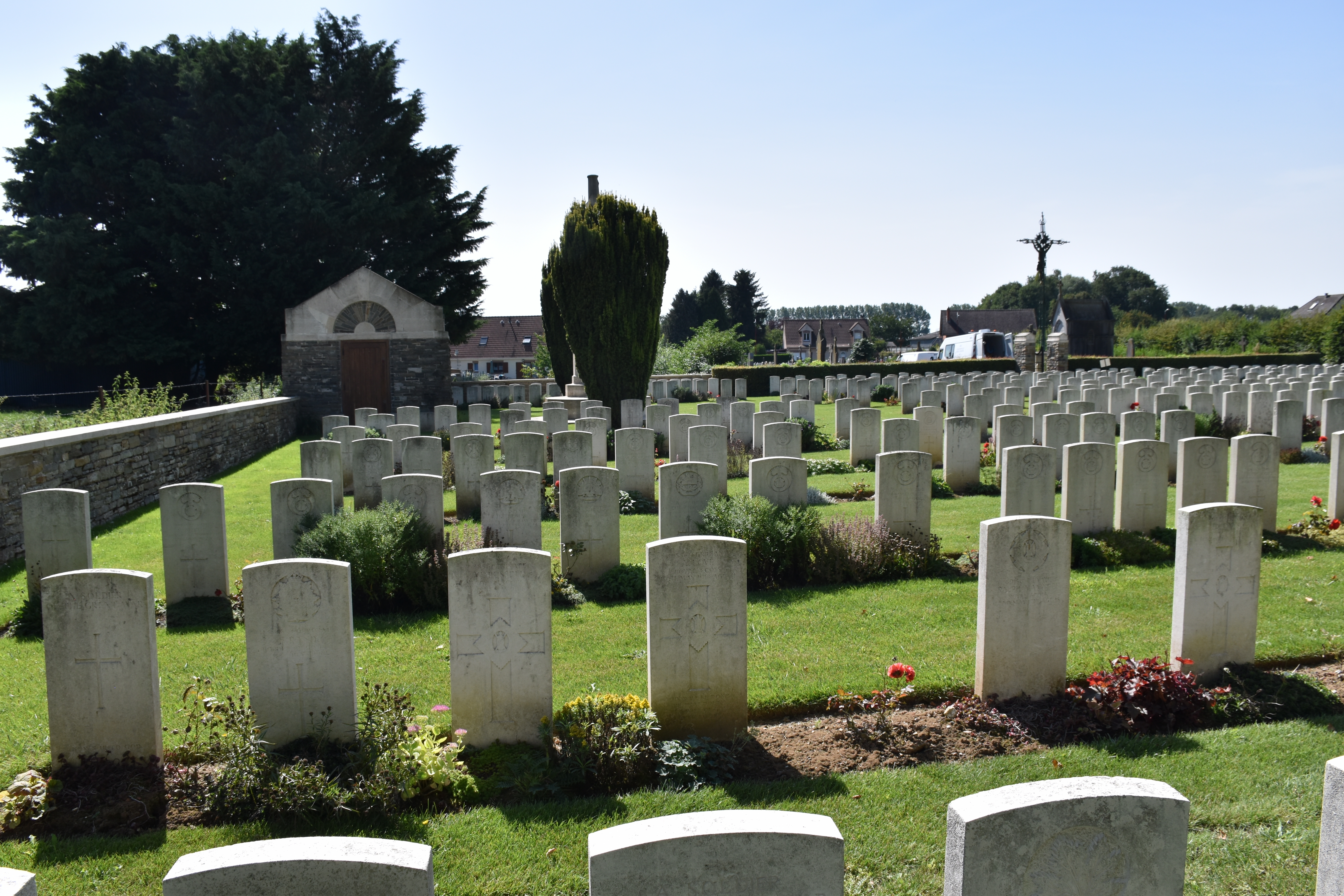
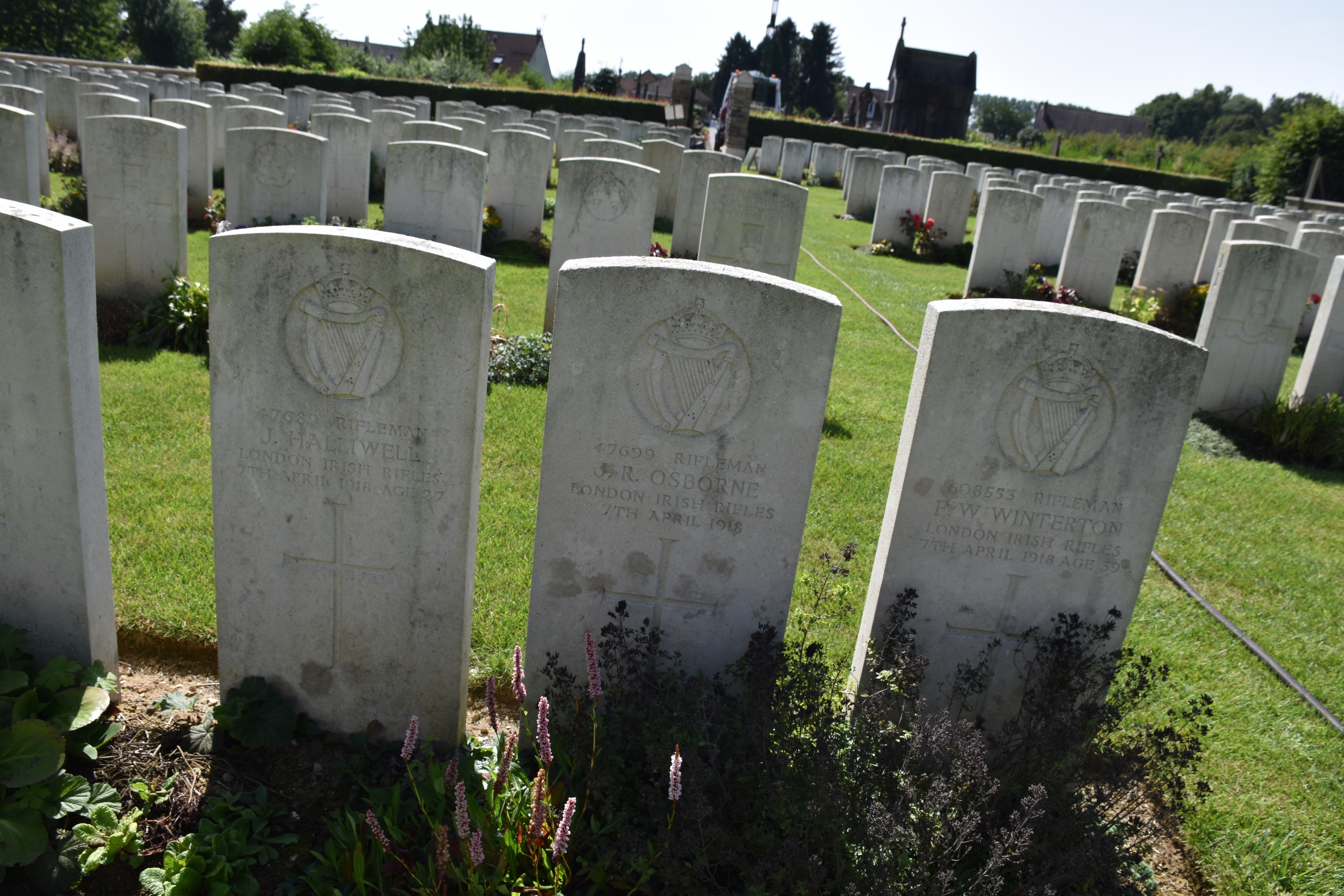
Tombes de soldats tombés lors de l'offensive allemande d'avril 1918.

## Pour approfondir